# Basicondyla fultonensis
Basicondyla fultonensis är en tvåvingeart som först beskrevs av Ephraim Porter Felt 1919.  Basicondyla fultonensis ingår i släktet Basicondyla och familjen gallmyggor.
Artens utbredningsområde är New York. Inga underarter finns listade i Catalogue of Life.